# Methone cecilia
Methone cecilia (denominada popularmente, em inglês, Cecilia Metalmark) é uma borboleta neotropical da família Riodinidae e subfamília Nemeobiinae, encontrada da Costa Rica até a Bolívia e região da bacia do rio Amazonas, no Brasil. É a única espécie do seu gênero (táxon monotípico). Foi classificada por Pieter Cramer, com a denominação de Papilio cecilia, em 1777; com seu tipo nomenclatural erroneamente descrito como procedente de Bengala.

## Descrição
Esta espécie, vista por cima, apresenta coloração em laranja, marrom-enegrecido e amarelo pálido; por vezes prescindindo de tons amarelados e da mancha apical em suas asas superiores. Este padrão é comum a diversas espécies de Lepidoptera americanos dos trópicos, que compartilham um mecanismo mimético comum nestas cores, cuja função é aposemática. Sua coloração se assemelha à de certos gêneros, como Themone, Cartea, Monethe e Aricoris, que imitam borboletas Ithomiini e mariposas Pericopini . Segundo a descrição de seu espécime-tipo, ela apresenta suas asas posteriores fortemente serrilhadas, também contendo tons mais pálidos e uma sequência de pontuações brancas, próximas à margem, quando vistas por baixo.

## Subespécies
M. cecilia possui seis subespécies:
- Methone cecilia cecilia - Descrita por Cramer em 1777. Nativa da Costa Rica ao Suriname (localidade-tipo: "Bengala", erroneamente citada).
- Methone cecilia chrysomela - Descrita por Butler em 1872. Nativa da Costa Rica ao Panamá e Colômbia (localidade-tipo: Costa Rica).[5]
- Methone cecilia magnarea - Descrita por Seitz em 1913. Nativa da Amazônia brasileira, Peru e Bolívia.
- Methone cecilia eurotias - Descrita por Stichel em 1919. Nativa do Equador.
- Methone cecilia caduca - Descrita por Stichel em 1919. Nativa da Costa Rica.
- Methone cecilia columbana - Descrita por Stichel em 1926. Nativa da Colômbia.